# Kanton Notre-Dame-de-Bondeville
Kanton Notre-Dame-de-Bondeville is een kanton van het Franse departement Seine-Maritime. Het kanton maakt deel uit van het arrondissement Rouen. Het telde in 2017 : 42 715 inwoners, dat is een dichtheid van 210 inwoners/km². De oppervlakte bedraagt 203,22 km².

## Gemeenten
Het kanton Notre-Dame-de-Bondeville is ontstaan op 27 januari 1982 en omvatte tot 2014 de volgende 9 gemeenten:
- Le Houlme
- Houppeville
- Malaunay
- Montigny
- Notre-Dame-de-Bondeville (hoofdplaats)
- Pissy-Pôville
- Roumare
- Saint-Jean-du-Cardonnay
- La Vaupalière

Door de herindeling van de kantons bij decreet van 27 februari 2014, met uitwerking op 22 maart 2015, werd het kanton uitgebreid tot 24 gemeenten. 
Op 1 januari 2016 werden de gemeenten Betteville, La Folletière, Fréville en Mont-de-l'If samengevoegd tot de fusiegemeente (commune nouvelle) Saint Martin de l'If. Sindsdien omvat het kanton volgende 21 gemeenten :
- Carville-la-Folletière
- Croix-Mare
- Écalles-Alix
- Émanville
- Eslettes
- Fresquiennes
- Goupillières
- Le Houlme
- Houppeville
- Limésy
- Malaunay
- Mesnil-Panneville
- Montigny
- Notre-Dame-de-Bondeville
- Pavilly
- Pissy-Pôville
- Roumare
- Saint-Jean-du-Cardonnay
- Saint Martin de l'If
- Sainte-Austreberthe
- La Vaupalière